# Biserica de lemn din Cărbunești Sat

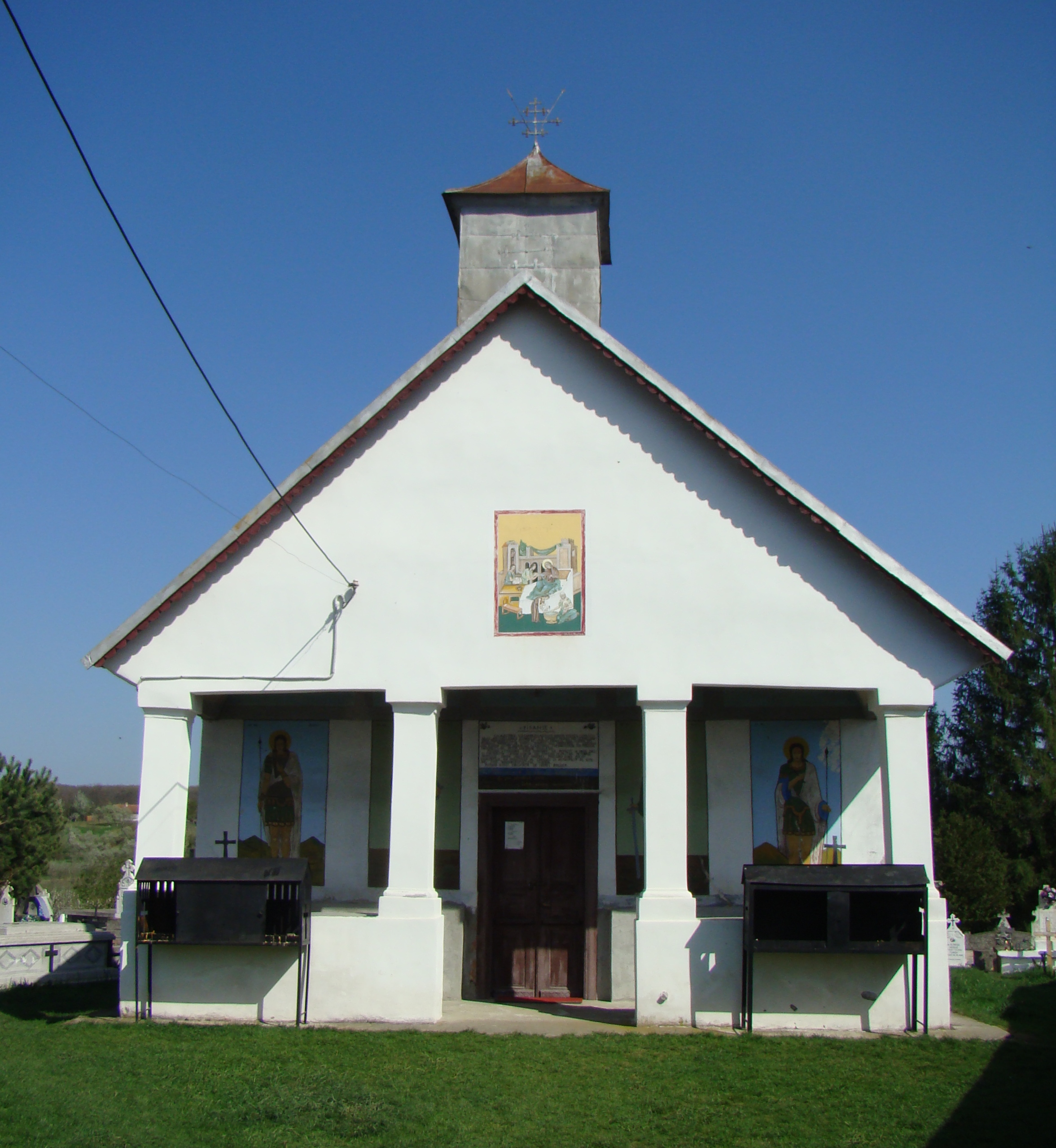
Biserica de lemn „Nașterea Maicii Domnului” din Cărbunești-Sat, oraș Târgu Cărbunești, foto: aprilie 2018.

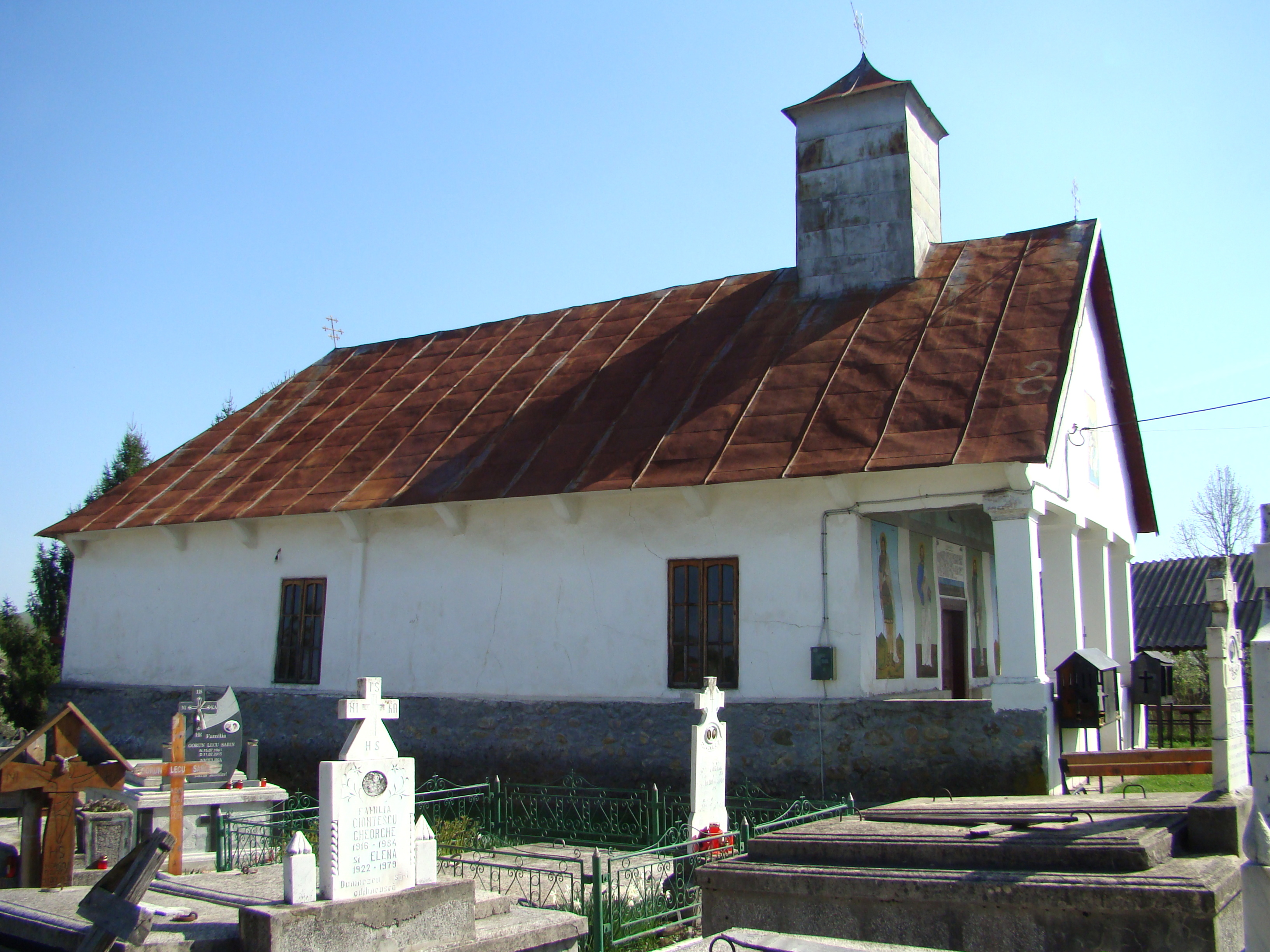
Biserica (nord-vest)

Biserica de lemn din Cărbunești-Sat, oraș Târgu Cărbunești, datează din anul 1902. Are hramul „Nașterea Maicii Domnului”. Biserica nu se află pe lista monumentelor istorice.

## Istoric și trăsături
Biserica este clădită din bârne de lemn, tencuită; are formă de navă, de mari dimensiuni, cu turn deasupra pronaosului, pridvor pe stâlpi pe latura vestică și absida altarului nedecroșată, poligonală, cu trei laturi. Anul construcției este 1902, biserica fiind construită prin contribuția enoriașilor, cu binecuvântarea episcopului Râmnicului, Atanasie Mironescu. Veșmântul iconografic a fost realizat de pictorul Gheorghe Niculescu. Lucrări importante de renovare au avut loc în anul 2002.

## Galerie de imagini

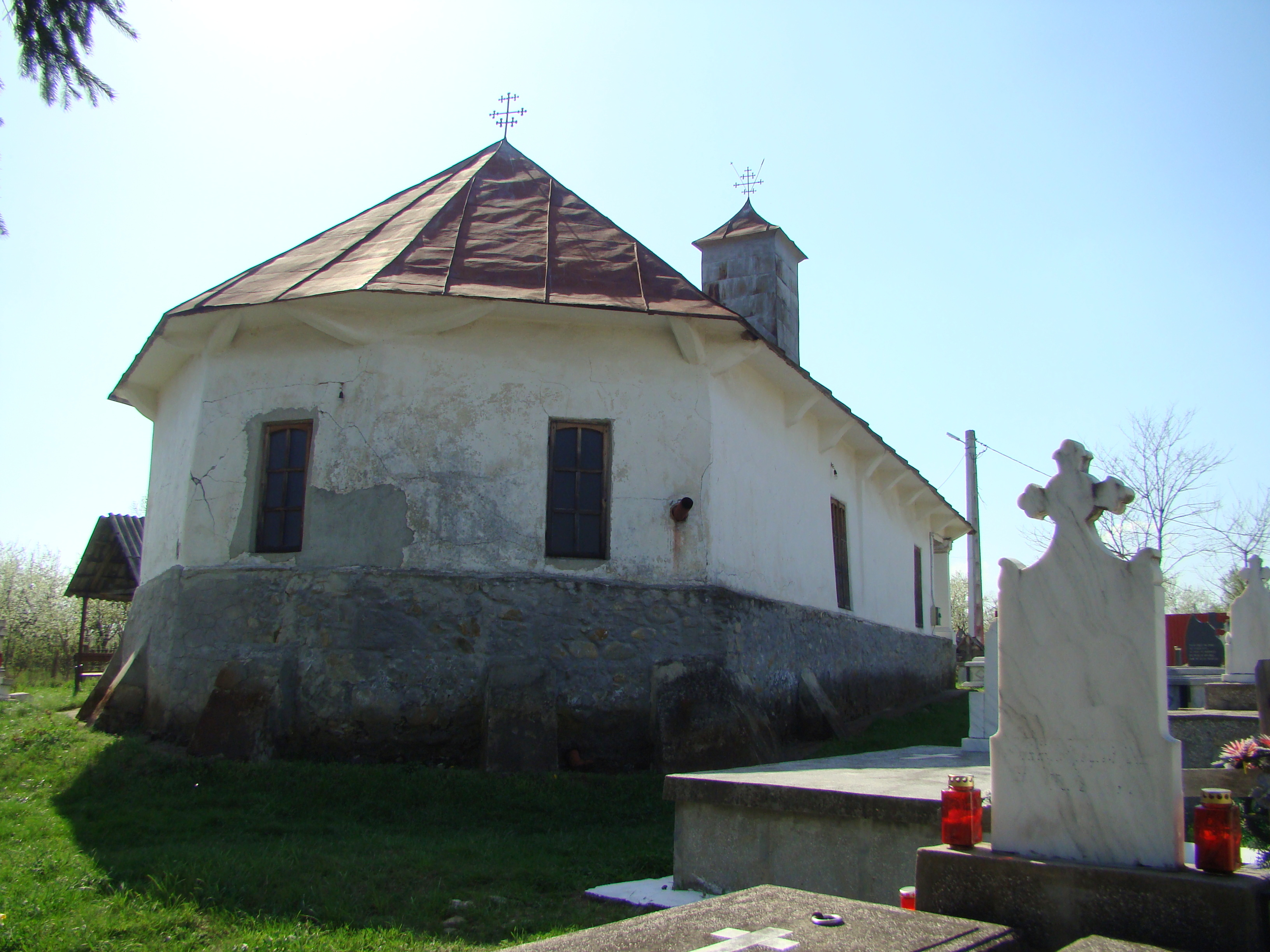
Biserica (est)
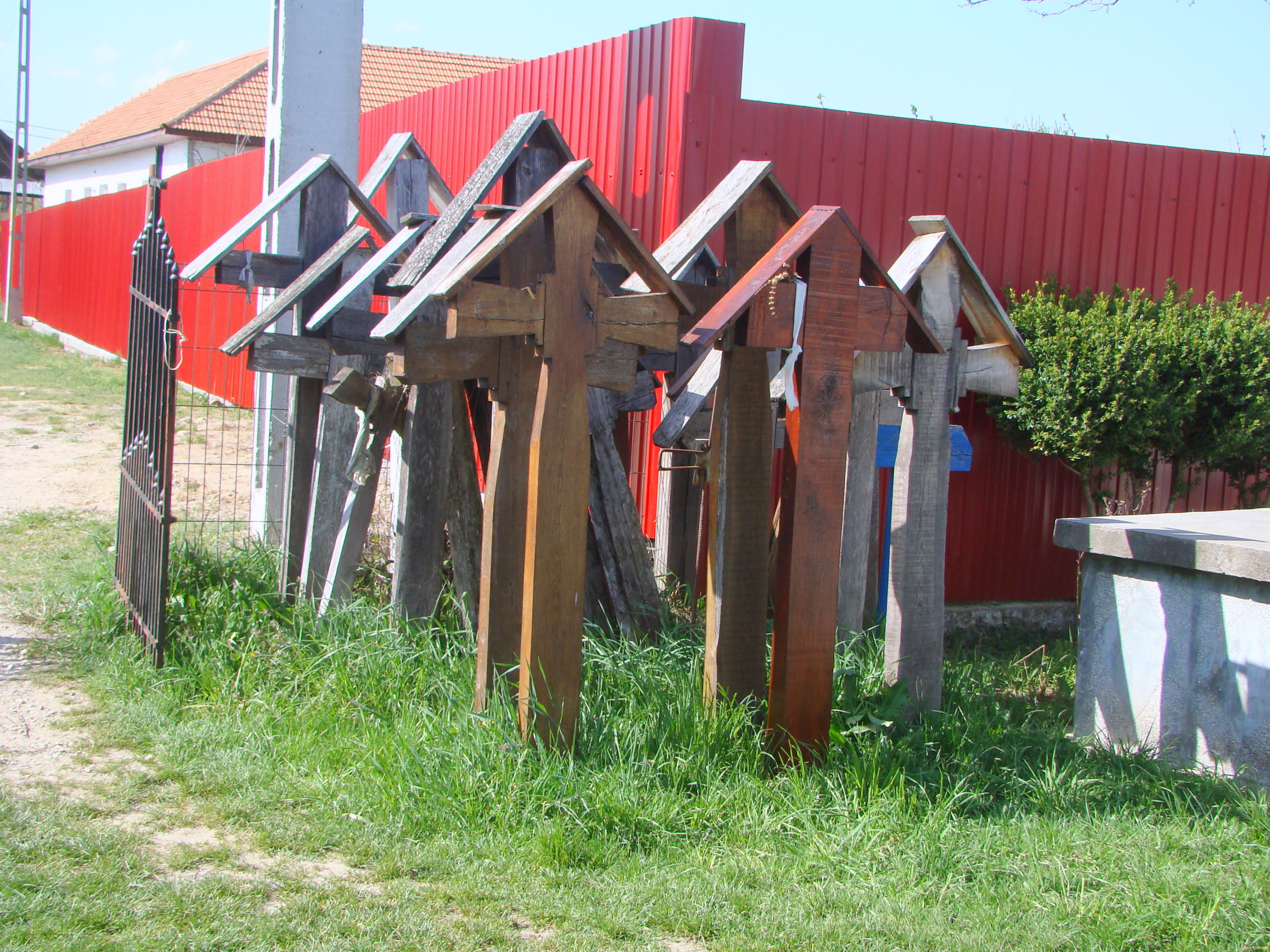
Cruci lângă gardul bisericii conform obiceiului locului
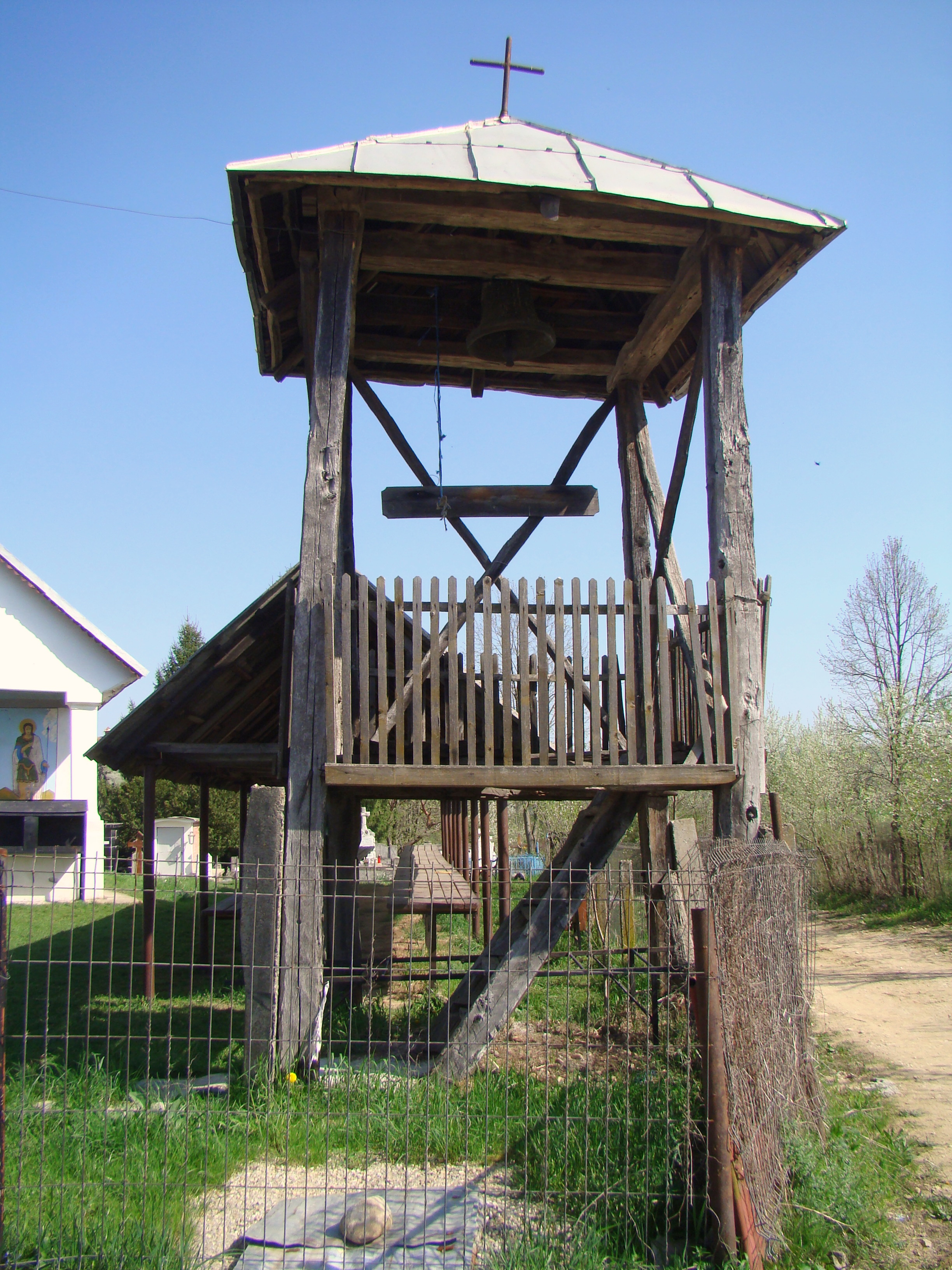
Clopotnița şi toaca
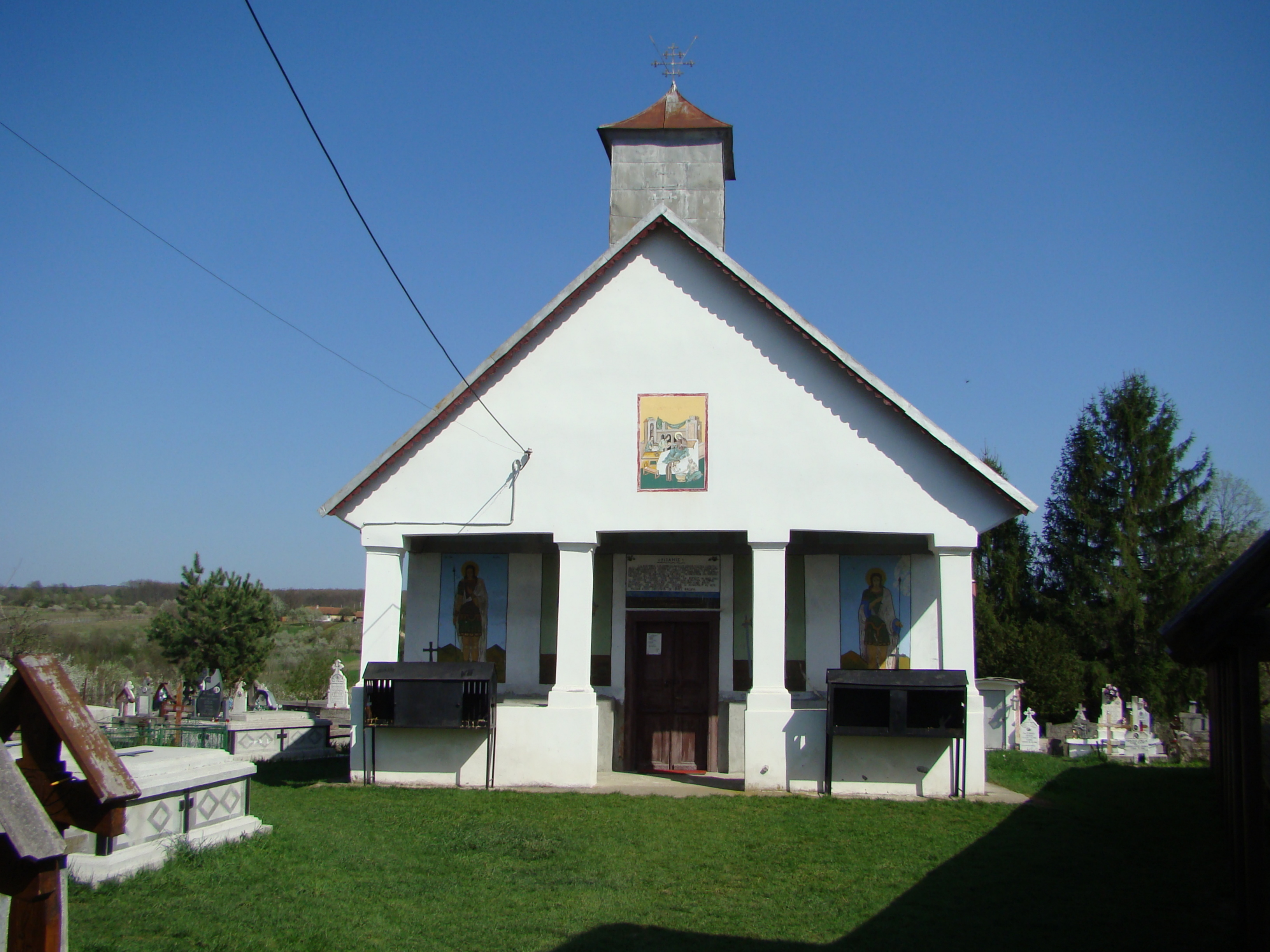
Biserica (vest)
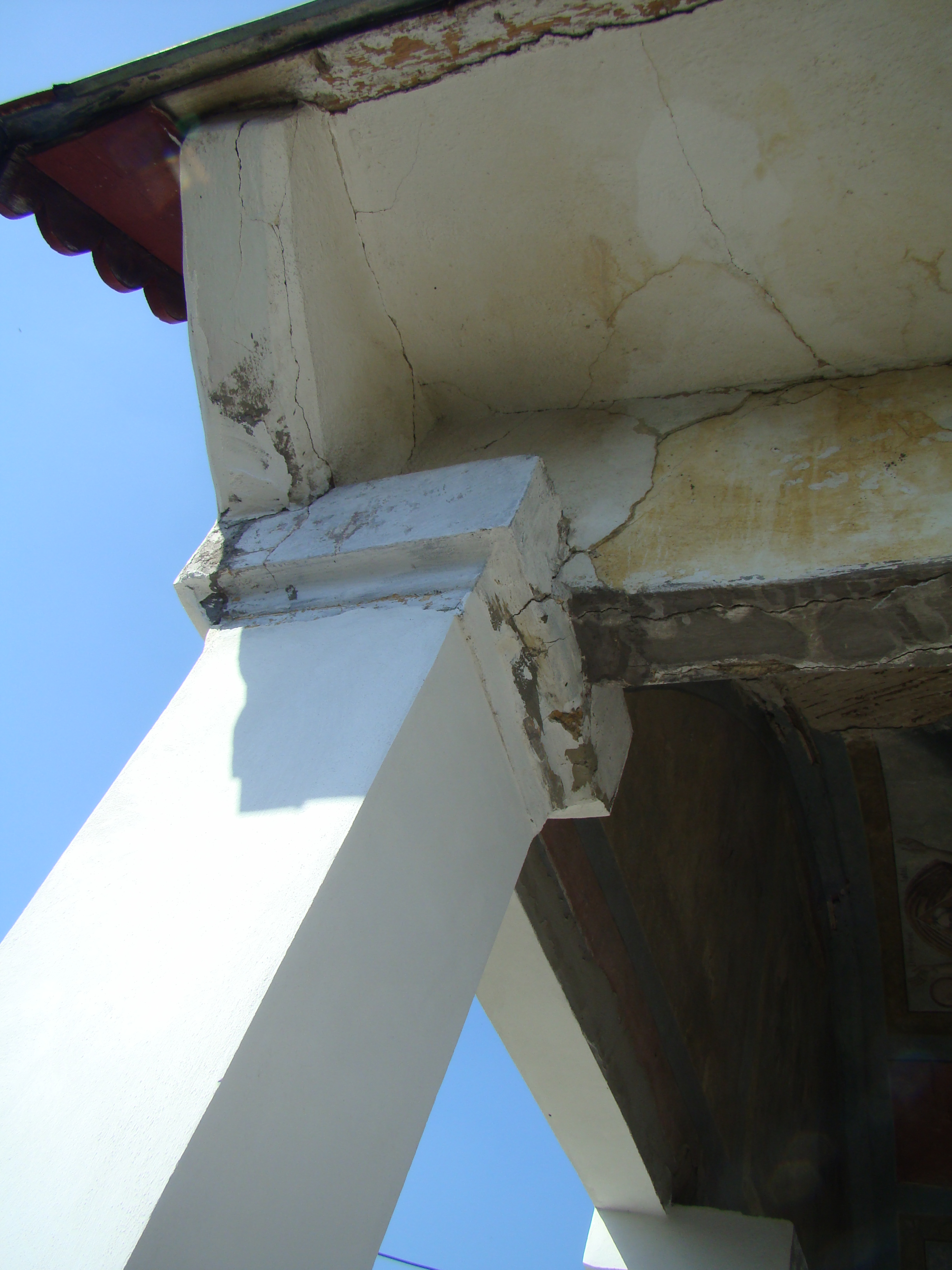
Stâlp şi consolă la pridvor
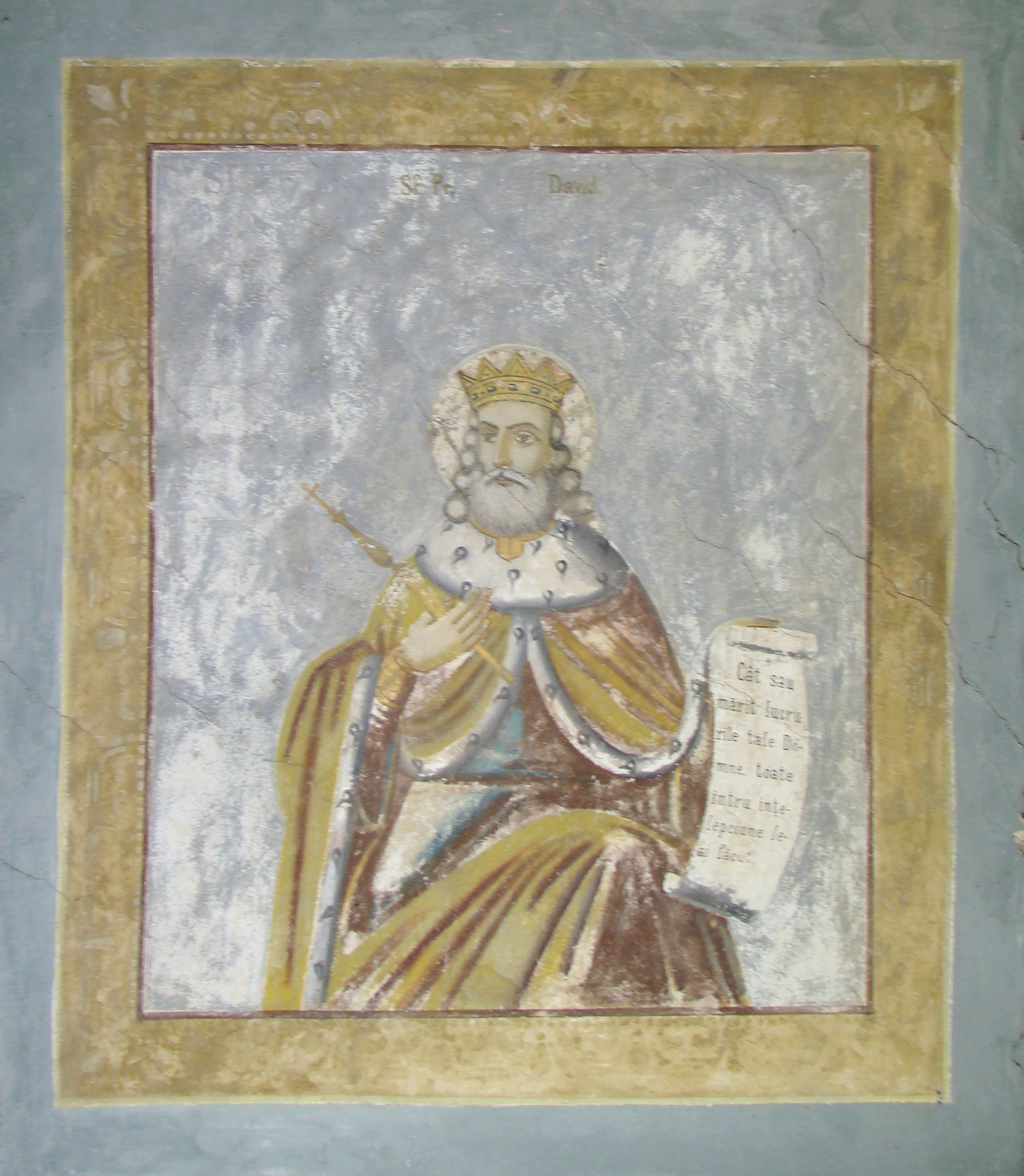
Pictura exterioară
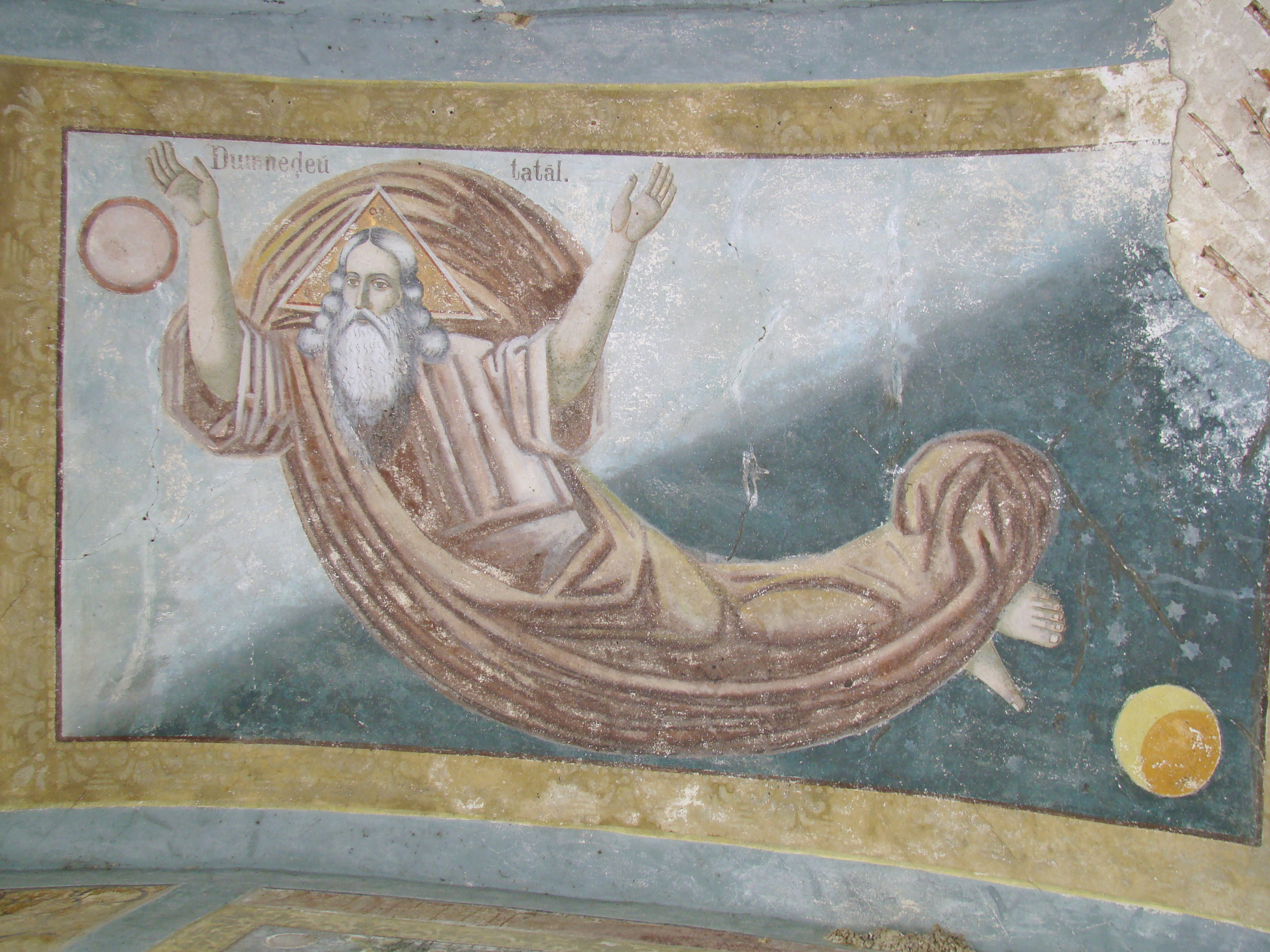
Pictura exterioară
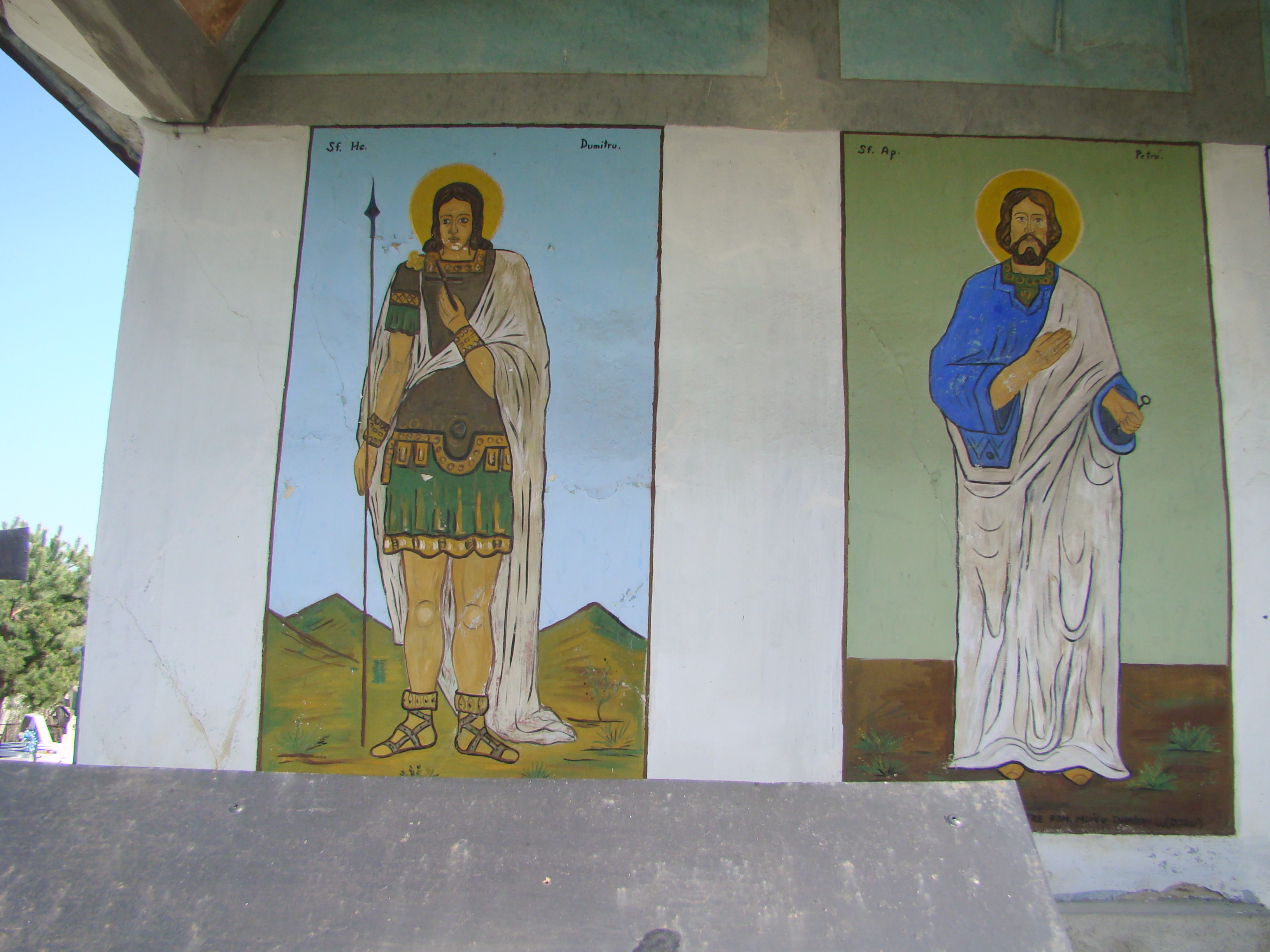
Pictura exterioară
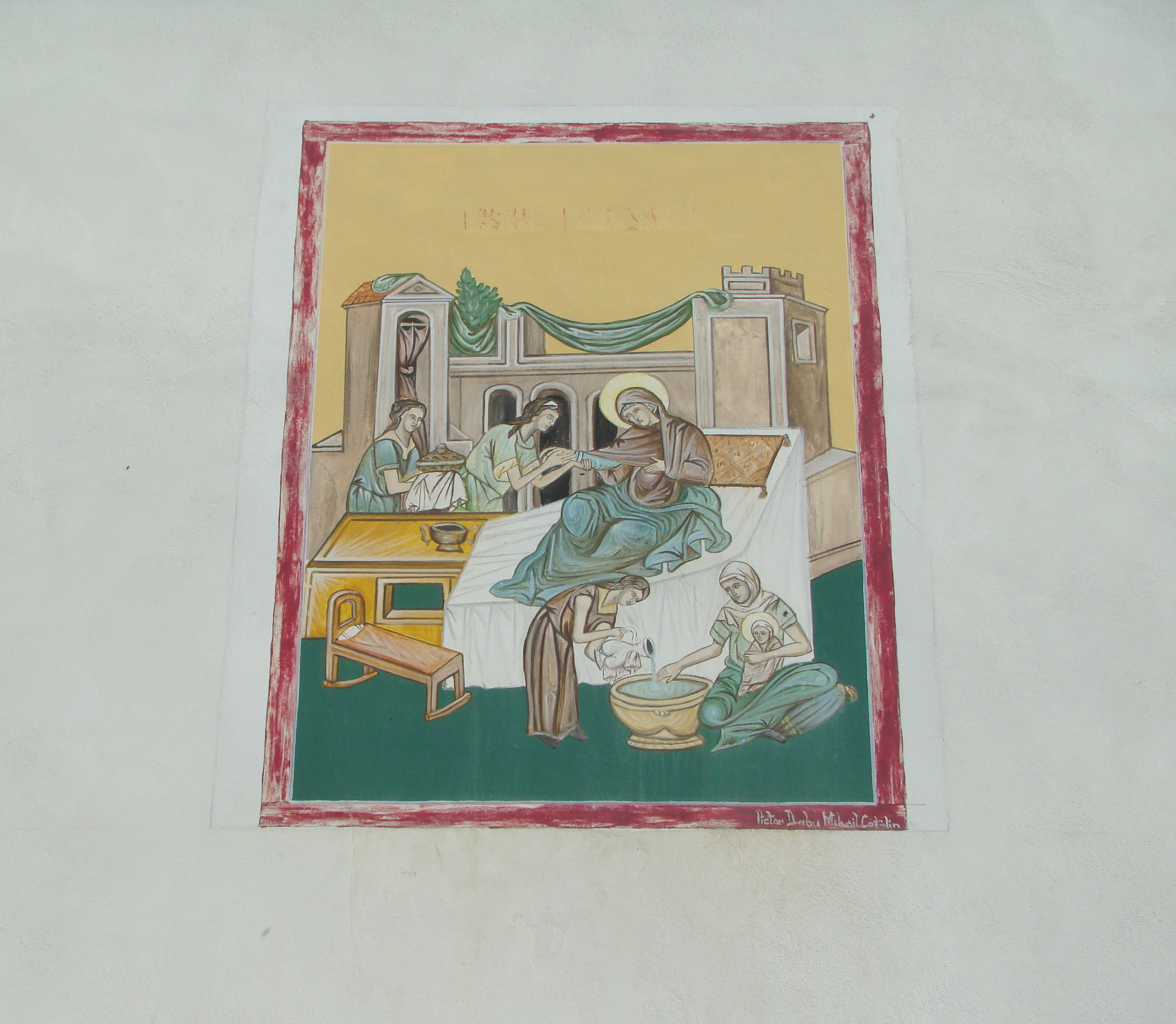
Pictura exterioară
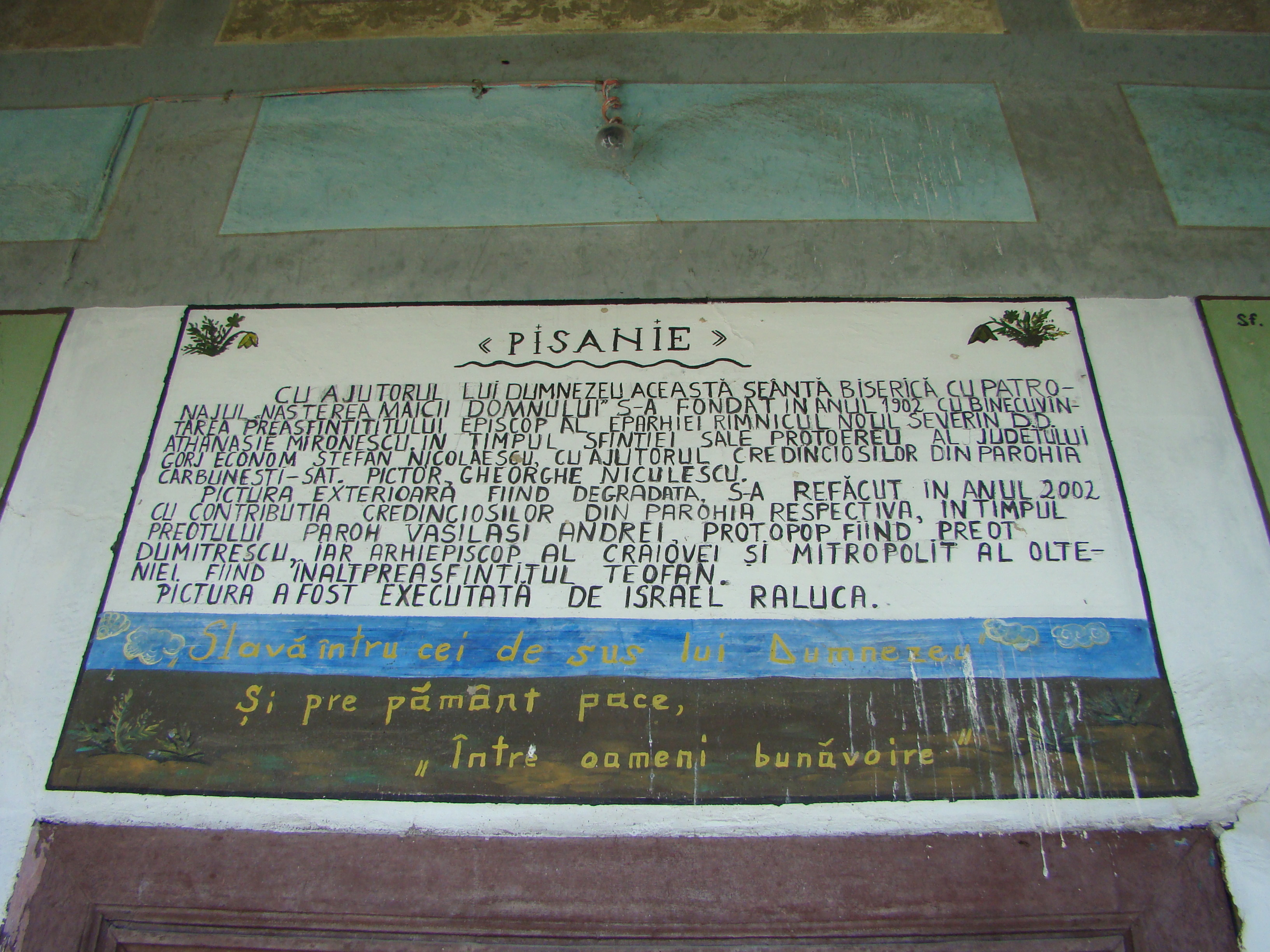
Pisania
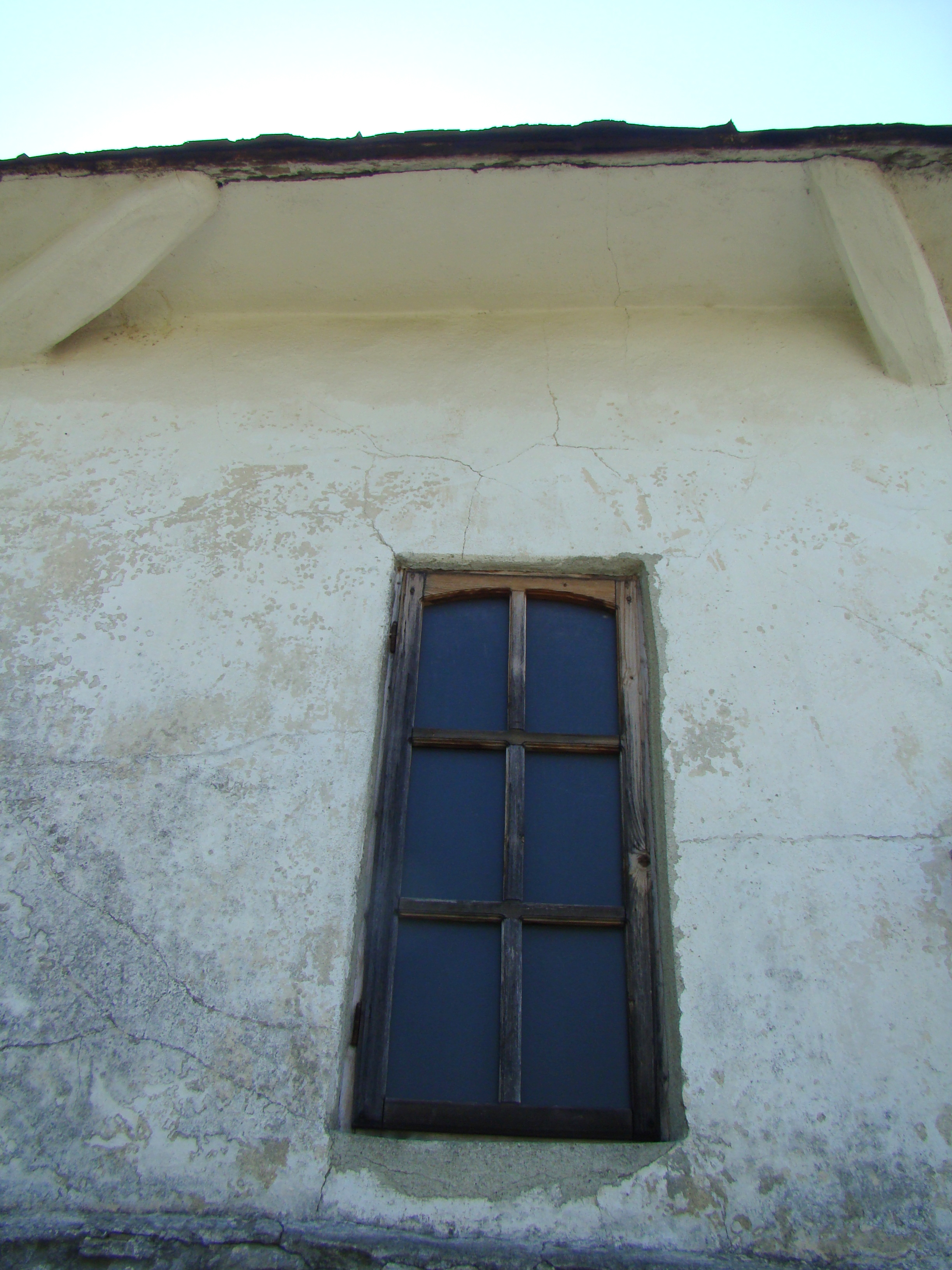
Fereastră şi console
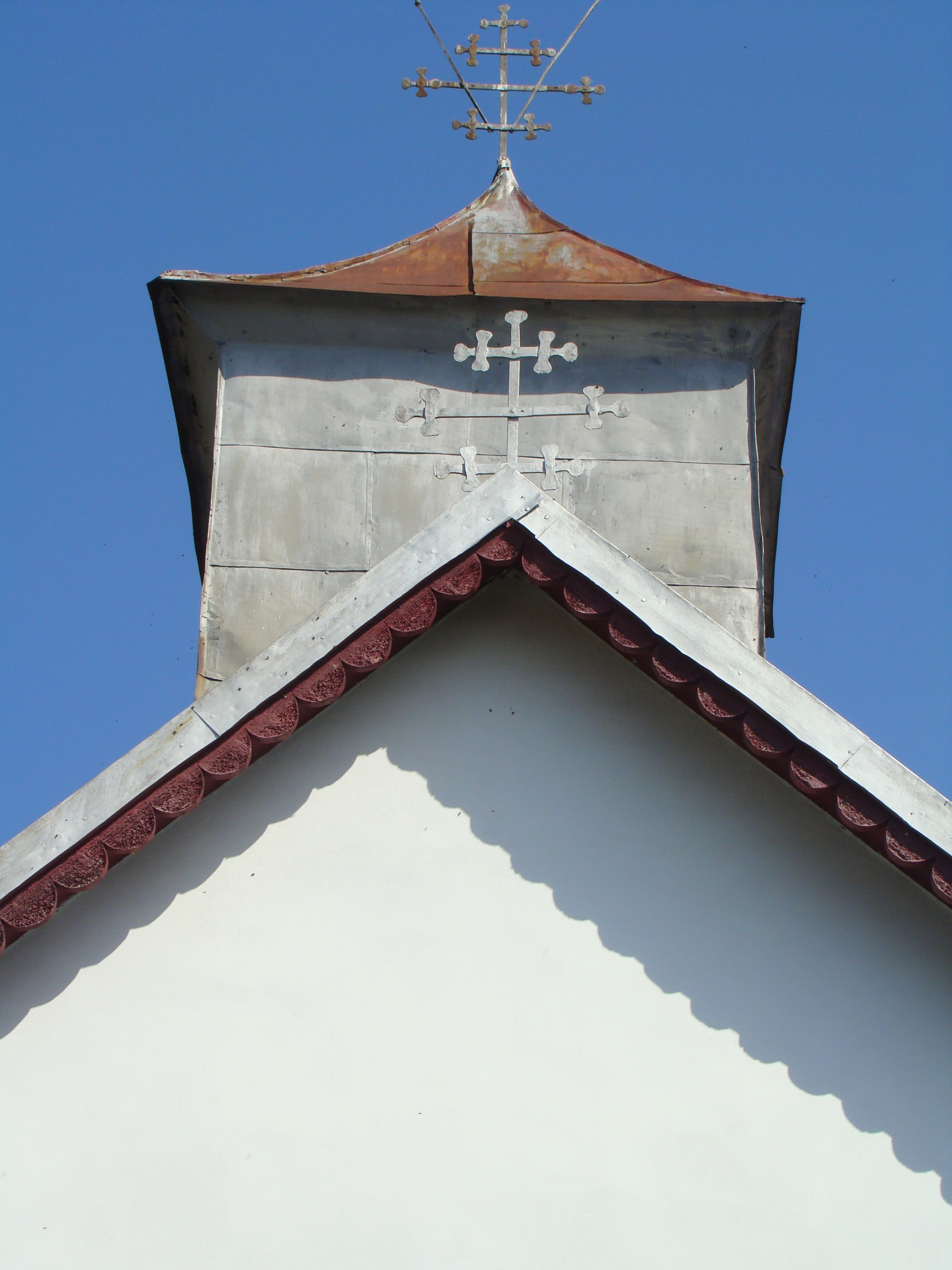
Turnul
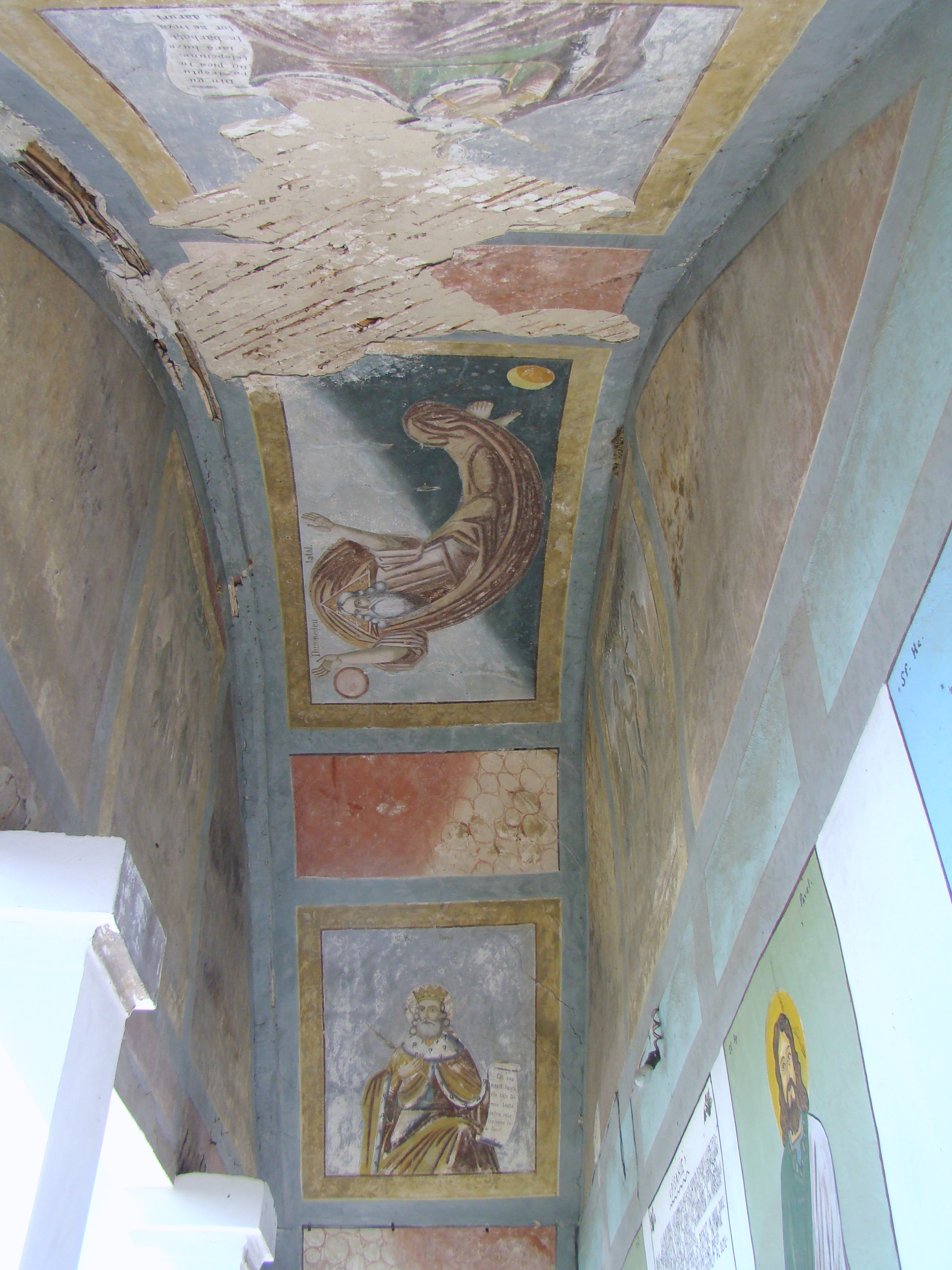
Pictura exterioară
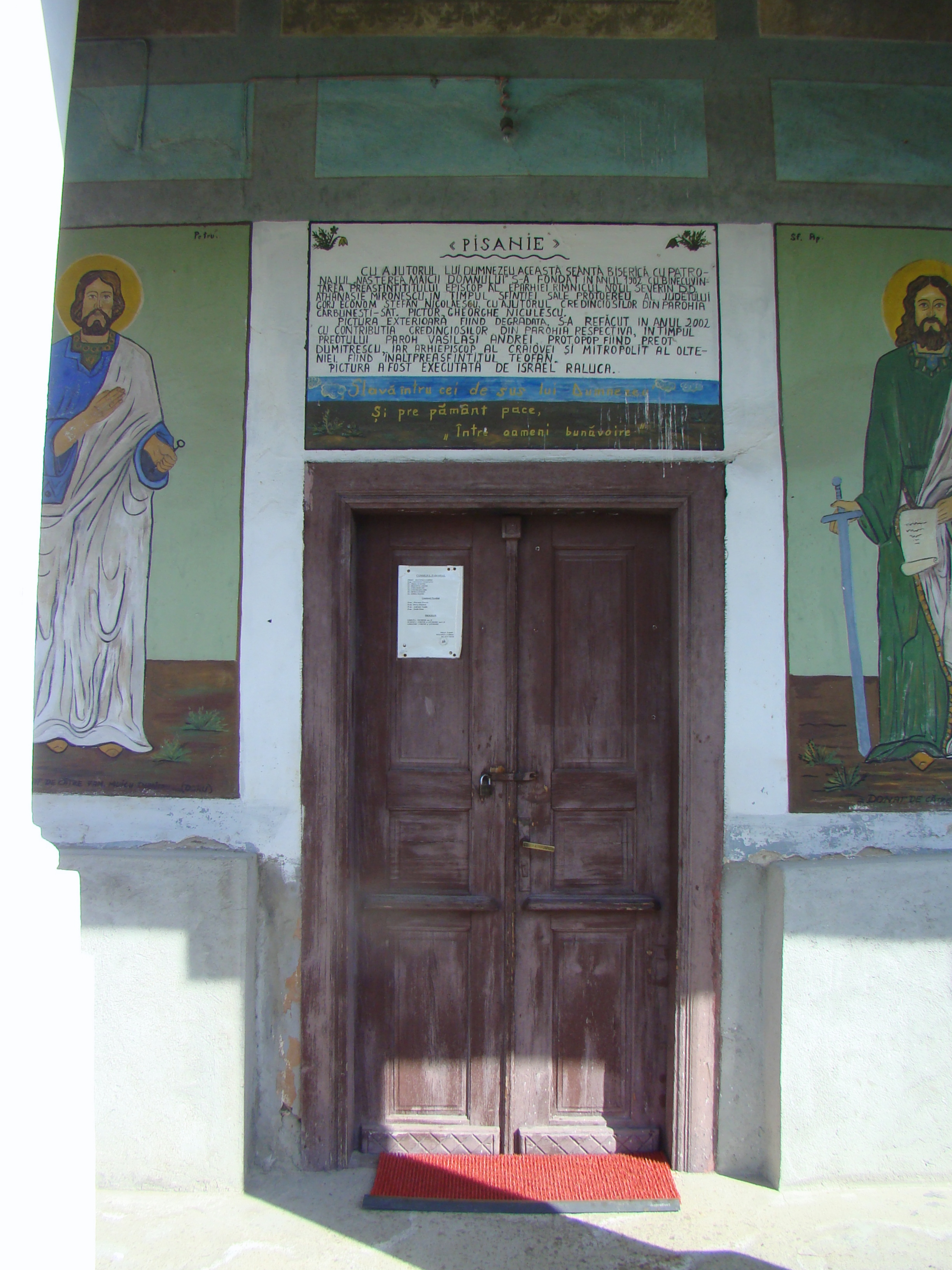
Intrarea
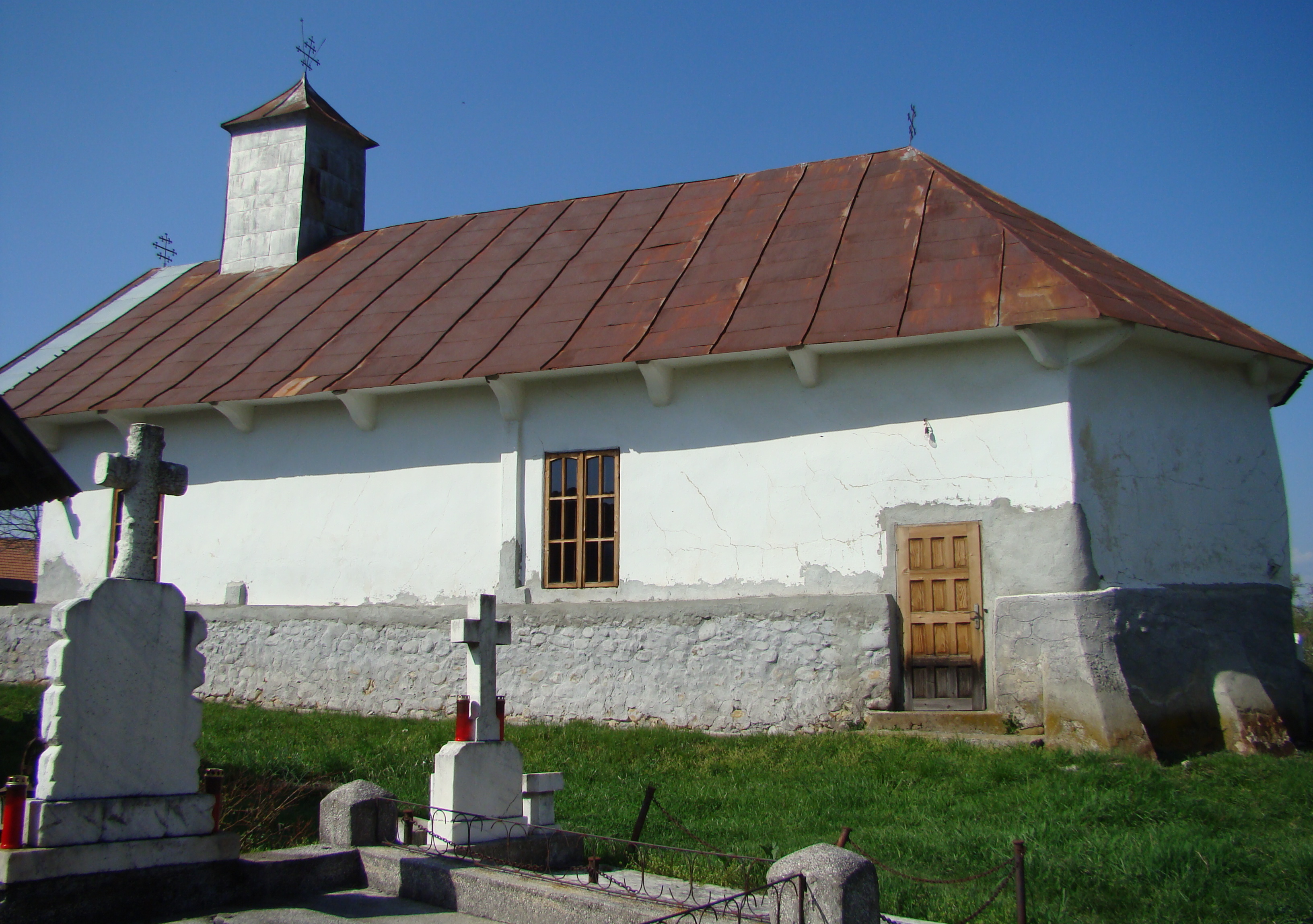
Biserica (sud-est)